# Nader Engheta
Nader Engheta (in persiano نادر انقطاع‎; Tehran, 1955) è un fisico iraniano naturalizzato statunitense.

## Biografia
Noto soprattutto per i suoi contributi all'ottica e alle antenne attraverso lo studio dei metamateriali (del quale è tra i pionieri) e la miniaturizzazione delle antenne che essi, tra le altre cose, consentono. A lui, in particolare, si deve il "risonatore di Engheta", essenzialmente un risonatore costituito dall'interfaccia (contenuta entro due conduttori metallici) di un materiale DPS ("double-positive") e uno DNG ("double-negative").
Dopo aver studiato presso l'Università di Teheran, ha conseguito il PhD al California Institute of Technology. Attualmente, insegna presso l'Università della Pennsylvania, dove il suo team continua a fare ricerche principalmente sui metamateriali.
Tra i vari riconoscimenti, si distinguono: una Guggenheim Fellowship (1999), l'IEEE Electromagnetics Award (2012), la SPIE Gold Medal (che è il massimo riconoscimento conferito dalla Society of Photo-Optical Instrumentation Engineers), il Max Born Award (2020). È co-autore (con Richard W. Ziolkowski) di Metamaterials: Physics and Engineering Explorations, testo di riferimento per tutti gli studiosi dei memateriali